# Akita (település)
Akita (秋田市; Hepburn: Akita-shi) Akita prefektúra székhelye. Lakosság 2013. szeptemberi becslések szerint 320 232 fő, népsűrűsége 354 fő/km². A város teljes területe 905,67 km².

## Történelme
A modern Akita helyén egykoron a Deva provincia volt, évezredek óta lakott terület. A város határain belül található Dzsizóden-romok jelentős régészeti lelőhely a paleolitikumi Japán és a Dzsómon- és a Jajoi-kor közötti leletekkel. A Nara-kor alatt, 733-ban a császári család felépítette az Akita kastélyt, hogy a helyi emisi törzseket az irányítása alá vonja. A területet a Szengoku-korban egymást követő helyi szamurájklánok vezették, amíg az Edo-korban a Szatake-klán irányítása alá nem vette a Kubota tartományt. A Tokugava-sógunátus alatt a várváros alakult ki a Kubota kastély körül.

### A Meidzsi- és a Taisó-kor
A Meidzsi-kor kezdetén a Kubota tartományt feloszlatták, a várvárost Akita és Kubota városára osztották fel. Az Akita prefektúrát 1871-ben alapították, első polgármestere Jositake Sima volt. 1878-ban az Akita körzetet Kitaakita és Minamiakita körzetekre osztották fel. Akita városának jelentős része az 1886. április 30-i tűzvészben odaveszett.
Az önkormányzati rendszer 1889. április 1-i bevezetésével Akita városa hivatalosan is létrejött, Kubota és Akita bekebelezésével. A kikötői területekből Cucsizakiko városa lett, ami a Minamiakita körzet része lett. Az első városháza az egykori Minamiakita körzeti iroda volt. 1898 szeptemberében a Japán Császári Hadsereg 17. gyalogezredét Akitában alapították meg. A város első közkönyvtára 1898-ban nyílt meg, míg a város villamosítását 1901-ben kezdték meg. Az Akita állomást 1902-ben nyitották meg, a víz- és telefonhálózatot 1907-ben adták át.
A Taisó-kor alatt tovább fejlődött a város, amikor a Nippon Oil 1914-ben elkezdte kiaknázni a közeli Kurokava olajmezőket, illetve amikor 1917-ben megnyílt a Bank of Japan helyi irodája.

### A Sóva-kor
1935-ben a Nippon Kogyo (a Jomo elődje) elkezdte kiaknázni a közeli Jacuhasi olajmezőket. 1941-ben megalapították az Akita Bankot.
A háború 1945. augusztus 14-én elpusztított a várost. Cucsizaki-légicsapás során több, mint 250 ember vesztette életét, amikor 134 amerikai B–29 Superfortress bombázó éjféltől kora hajnalig támadta a várost. Célpontjuk a Nippon Oil egyik olajfinomítója volt Cucsizakiban. A jelentések szerint ez volt a második világháború legtávolabbi és egyben utolsó bombázóbevetése, ami mindössze néhány órával Japán fegyverletétele előtt történt.
A háború utáni időkben, 1961-ben Akitában tartották a 16. Japán nemzeti sportfesztivált. Az 1983-as Nihonkai–Csúbu földrengést követő cunamiban 3 akitai lakos életét vesztette.

### A Heiszei-kor

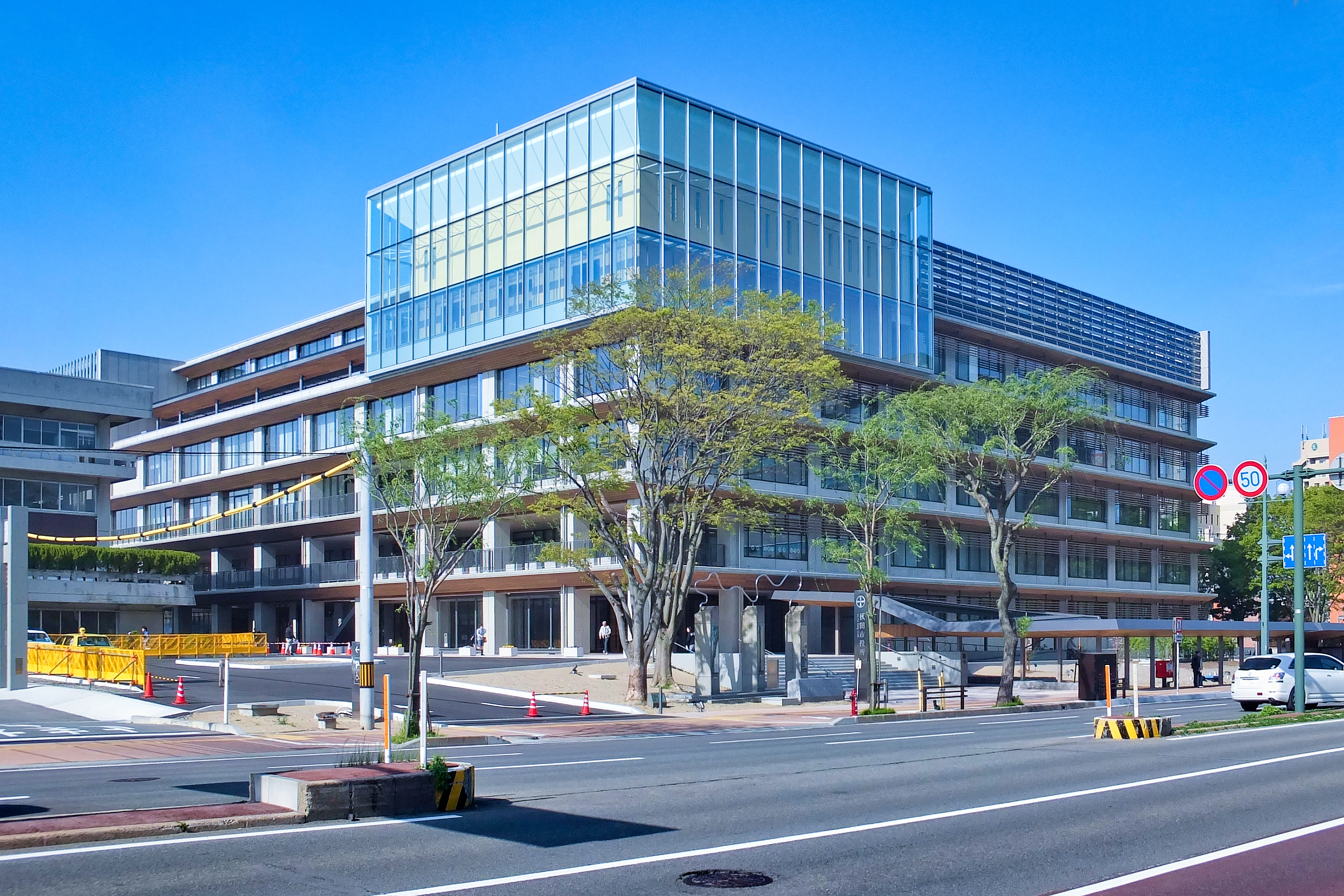
Városháza

Akita 1997. április 1-jén nagyobb önállóságot kapott, az Akita Sinkanszen is ebben az évben kezdte meg a működést. 2001 augusztusában Akitában rendezték meg a Világjátékokat, a nyitóceremónia a Jabasze Atlétikai Stadionban volt. A város 2004-ben ünnepelte alapításának 400. évfordulóját.
2005. január 11-én a kavabe körzeti Kavabe és Júva városát beolvasztották Akitába, a Kavabe körzetet pedig feloszlatták. A városháza ugyanott maradt, Kavabe és Júva városházáit közigazgatási negyedként használják tovább. 2007-ben Akitában rendezték meg 62. Japán nemzeti sportfesztivált.

## Földrajz
Akita városa Akita prefektúra központi részének tengerparti síkságain helyezkedik el, nyugatra a Japán-tenger határolja. Az Omono folyó keresztülszeli a várost.

### Környező települések
- Kitaakita
- Katagami
- Jurihondzsó
- Daiszen
- Minamiakita körzet: Godzsóme, Ikava
- Kitaakita körzet: Kamikoani
- Szenboku körzet: Nisiki

## Éghajlat
Akita a párás szubtrópusi (Köppen Cfa) éghajlati átmeneti zóna alá esik, Japán legnépesebb városa ezen éghajlati övezet legészakabbi végén, ami így nagyon közel van a párás kontinentális éghajlati (Köppen Dfa) zónához. Akitának hideg, nagyon csapadékos telei és nagyon meleg, száraz nyarai vannak. A havi átlaghőmérséklet 0,1 °C (32,2 °F) (januárban) és 24,9 °C (76,8 °F) (augusztusban) közé esik. A Japán-tenger partjaihoz való közeli elhelyezkedése végett erős havazások jellemzőek a területre, telenként az átlag valamivel 377 centiméter (148 in) fölött van, aminek nagy része december és március között hullik le. A csapadék jól eloszlik egész évben, azonban az év második felében valamivel nagyobb. A napok kétharmadán hullik valamilyen csapadék, legyen az eső vagy hó.
| Hónap                                                                       | Jan.  | Feb.  | Már.  | Ápr. | Máj. | Jún. | Júl. | Aug. | Szep. | Okt. | Nov. | Dec.  | Év    |
| --------------------------------------------------------------------------- | ----- | ----- | ----- | ---- | ---- | ---- | ---- | ---- | ----- | ---- | ---- | ----- | ----- |
| Rekord max. hőmérséklet (°C)                                                | 13,7  | 19,8  | 21,0  | 28,0 | 31,8 | 33,7 | 37,9 | 38,2 | 36,1  | 28,9 | 23,3 | 21,4  | 38,2  |
| Átlagos max. hőmérséklet (°C)                                               | 2,8   | 3,5   | 7,4   | 14,0 | 19,0 | 23,2 | 26,5 | 29,0 | 24,7  | 18,6 | 11,9 | 5,9   | 15,6  |
| Átlaghőmérséklet (°C)                                                       | 0,1   | 0,5   | 3,6   | 9,6  | 14,6 | 19,2 | 22,9 | 24,9 | 20,4  | 14,0 | 7,9  | 2,9   | 11,8  |
| Átlagos min. hőmérséklet (°C)                                               | −2,5  | −2,3  | −0,1  | 5,1  | 10,5 | 15,5 | 19,8 | 21,3 | 16,5  | 9,8  | 4,1  | 0,0   | 8,2   |
| Rekord min. hőmérséklet (°C)                                                | −19,8 | −24,6 | −19,5 | −7,2 | −1,4 | 4,1  | 8,9  | 9,0  | 3,1   | −1,4 | −5,4 | −18,7 | −24,6 |
| Átl. csapadékmennyiség (mm)                                                 | 119   | 89    | 97    | 113  | 123  | 118  | 188  | 177  | 160   | 157  | 186  | 160   | 1687  |
| Havi napsütéses órák száma                                                  | 40    | 63    | 125   | 170  | 182  | 176  | 150  | 193  | 154   | 145  | 83   | 45    | 1526  |
| Forrás: Japan Meteorological Agency 観測史上1～10位の値（年間を通じての値） |       |       |       |      |      |      |      |      |       |      |      |       |       |

## Gazdaság

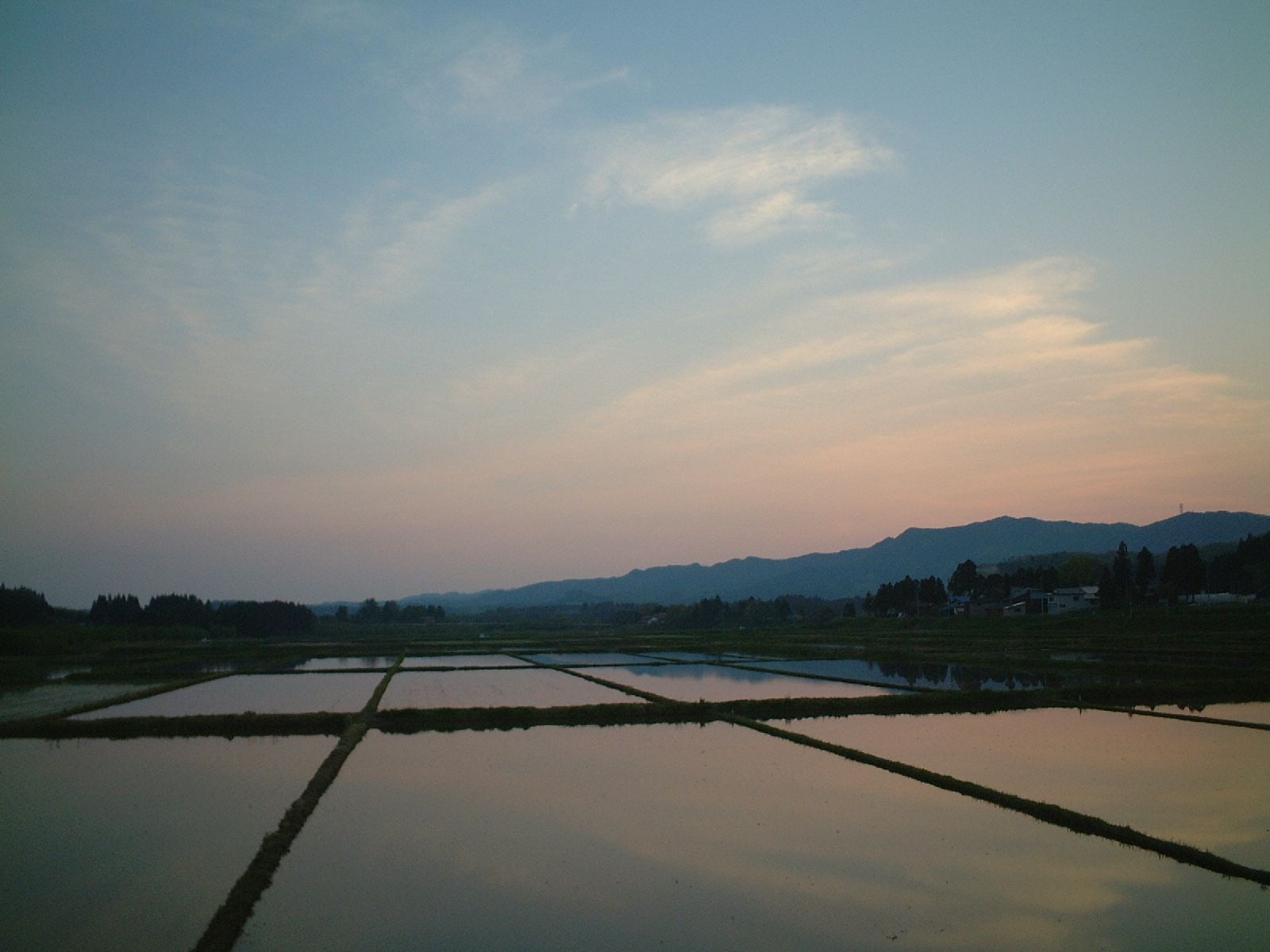
Naplemente Akita északi külterületén

Akita gazdasága erősen függ a mezőgazdaságtól, abból is elsősorban a rizstermesztéstől, illetve az erdészettől és a nyersanyag-kitermeléstől. Akita területén található az ország egyik legfontosabb olajmezeje. Az olajfinomítás, a fa- és fémmegmunkálás, valamint a selyemtextíliák gyártása a város fő iparágai. Akita két regionális, az Akita prefektúrát és a nagyobb Tóhuku régiót ellátó bank, az Akita Bank és a Hokuto Bank székhelye is.

## Népesség
| Lakosok száma | 323 600 | 323 232 | 315 814 | 302 984 |
|               | 2010    | 2013    | 2015    | 2021    |

## Oktatás

### Egyetemek
- Akita Egyetem
- Akita Prefekturális Egyetem
- Akita Nemzetközi Egyetem
- Észak-Ázsia Egyetem
- Akita Betegápolási Egyetem
- Akita Művészeti Egyetem
- Akita Nutrition Junior College
- Misono Gakuen Junior College
- Open University of Japan

## Közlekedés

### Repülőterek
- Akitai repülőtér

### Vasút
- JR East – Akita Sinkanszen
  - Akita
- JR East – Óu fővonal
  - Óbarino – Vada – Jocugoja – Akita – Cussizaki – Kami-Iidzsima – Oivake
- JR East – Uecu fővonal
  - Simohama – Kacurane – Araja – Ugo–Usidzsima – Akita
- JR East – Oga vonal
  - Oivake
- Akita Rinkai Railway Company (teherszállítás)

### Autópályák
- Akita autópálya
- Nihonkai–Tóhoku autópálya
- National Route 7
- National Route 13
- National Route 46
- National Route 101
- National Route 285
- National Route 341

### Busz
- Akita Chūō Kōtsū

### Kikötők
- Akitai kikötő

## Tömegmédia
- Akita Broadcasting System
- Akita Television
- Akita Asahi Broadcasting

## Látnivalók

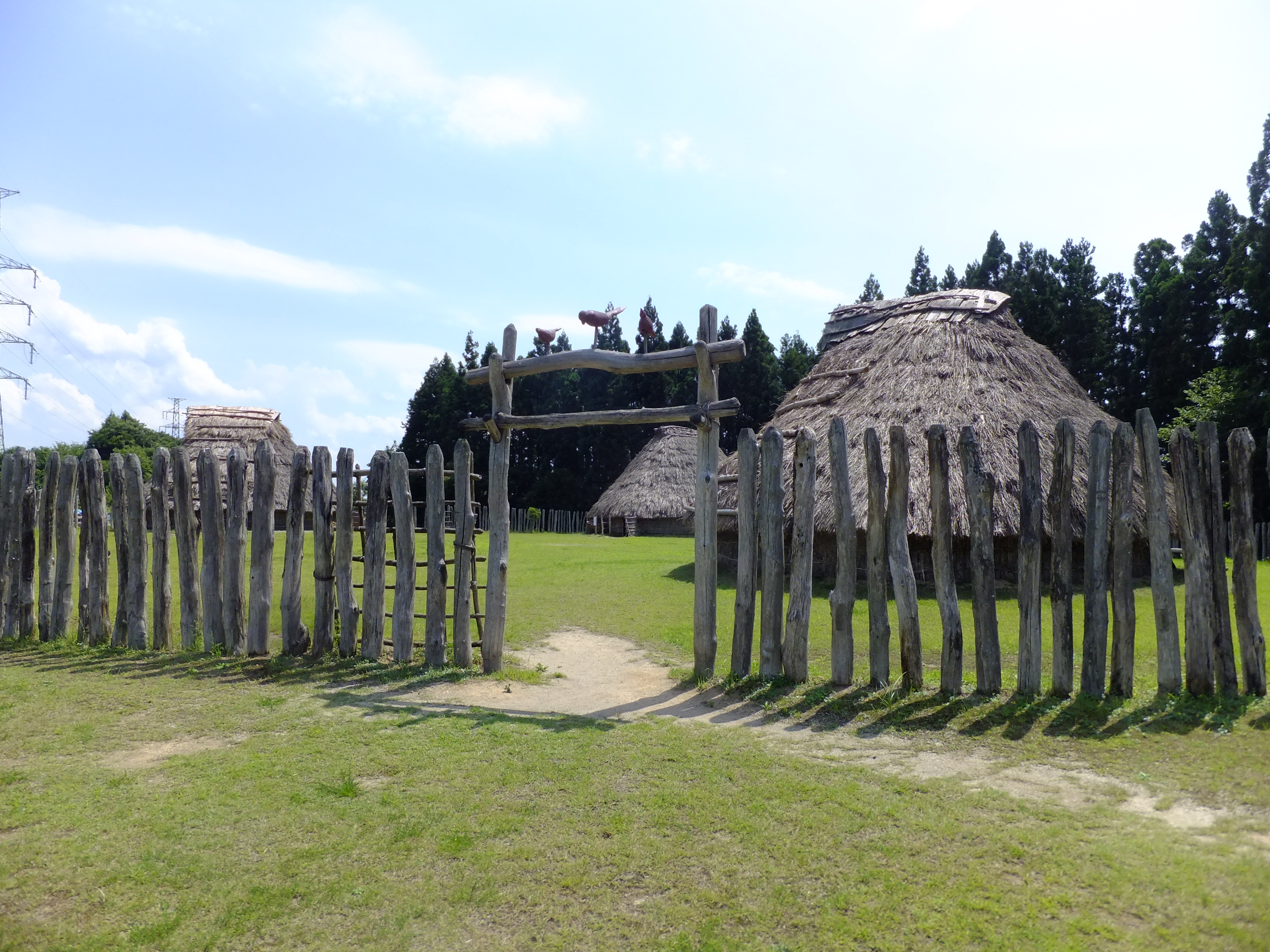
Nádtetős házak a Dzsizóden Régészeti Parkban

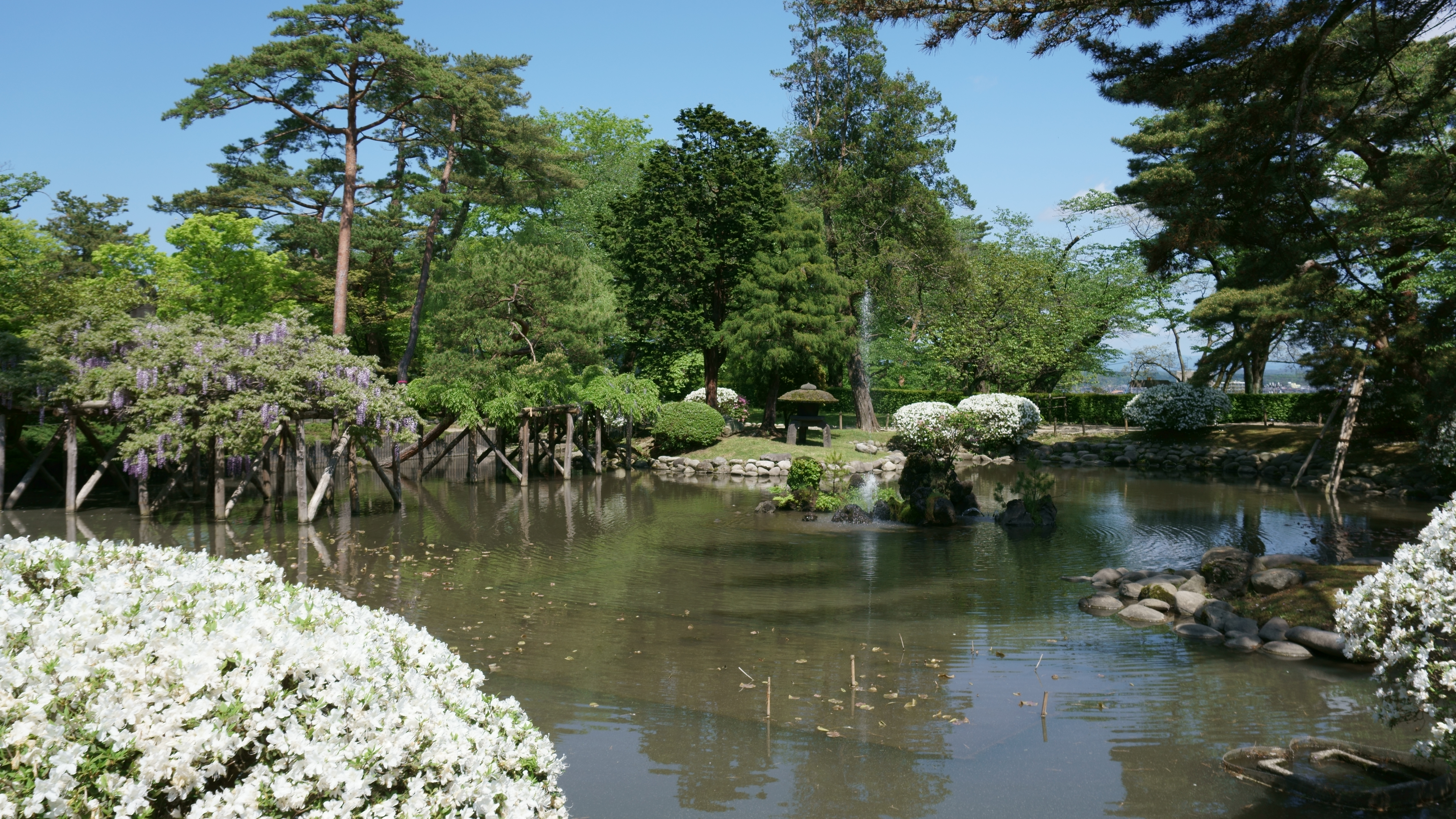
Akita Szensu park

- Az egykori Kubota kastély helyszíne (Szensu park)
- Az egykori Akita kastélyhelyszíne (Takasimizu park)
- Dzsizóden romok
- Akita Prefekturiális Múzeum
- Akita Szensu Művészeti Múzeum
- Akita Művészeti Múzeum
- Akita Omorijama Állatkert
- Akita Prefectural Baseball Stadium
- Akita Yabase Stadium
- Akita Prefectural Gymnasium
- Akita Békepagoda

## Rendezvények

### Akita Kantó fesztivál
Az Akita Kantó nyári fesztivál körülbelül 350 évre vezethető vissza, és a Japán egyéb területein rendezett tanabata fesztiválokhoz hasonlítható. A fesztivál résztvevői 15 méteres póznákat egyensúlyoznak, melyekre 230 lámpás van felaggatva. A főrendezvényt a délutáni és esti órákban tartják, minden év augusztus 3-a és 6-a között.
A fesztivál ideje során a nappali világosság alatt Kantó mutatványokat is rendeznek a Szensu parkban, melynek számos amatőr résztvevője is szokott lenni. Ezt először 1931-ben rendezték meg, azóta az 1935 és 1946, illetve az 1953 és 1965 közötti évek kivételével minden évben megtartják.

### Szűz Mária-jelenések
Akitai Miasszonyunk a neve annak a Szűz Mária-jelenés, melyet Szaszagava Ágnes Kacuko nővér jelentetett 1973-ban Juzavadai külterületén, Akita városától nem messze. A jelenést 1988-ban hitelesnek ítlélte az Apostoli Szentszék. A hitelesítést Joseph Ratzinger bíboros, a későbbi XVI. Benedek pápa végezte.

## Testvérvárosok

### Nemzetközi
- – Lancsou, 1982. augusztus 5. óta
- – Passau, 1984. április 8. óta
- – Malabon City, 1987. július 15. óta
- – Kenai, 1992. január 22. óta
- – St. Cloud, 1993 óta
- – Vlagyivosztok, 1992. június 29. óta

### Belföldi
- Hitacsióta (Ibaraki prefektúra)
- Daigo (Kudzsi körzet, Ibaraki prefektúra)